# Thor (1841)
Thor, officiellt HM ångkorvett Thor, var en ångkorvett och svenska flottans enda hjulångare. Hon byggdes på Karlskronavarvet. Hon var byggd av trä och sjösattes 12 maj 1841. Skovelhjulen försämrade dock hennes manöver- och seglingsegenskaper. Under ombyggnad 1861–1862 förlängdes hon till 50,06 meter varvid deplacementet ökade till 1068 ton. Hon deltog i två krig, slesvig-holsteinska kriget 1848–1851, då hon användes för att föra över svenska och norska soldater till Fyn och för patrullering av de danska farvattnen, och under dansk-tyska kriget 1864 som flaggskepp i en norsk-svensk eskader på Skagerrak och Kattegatt. Hon utrangerades 1887 och skrotades 1888.

## Bildgalleri

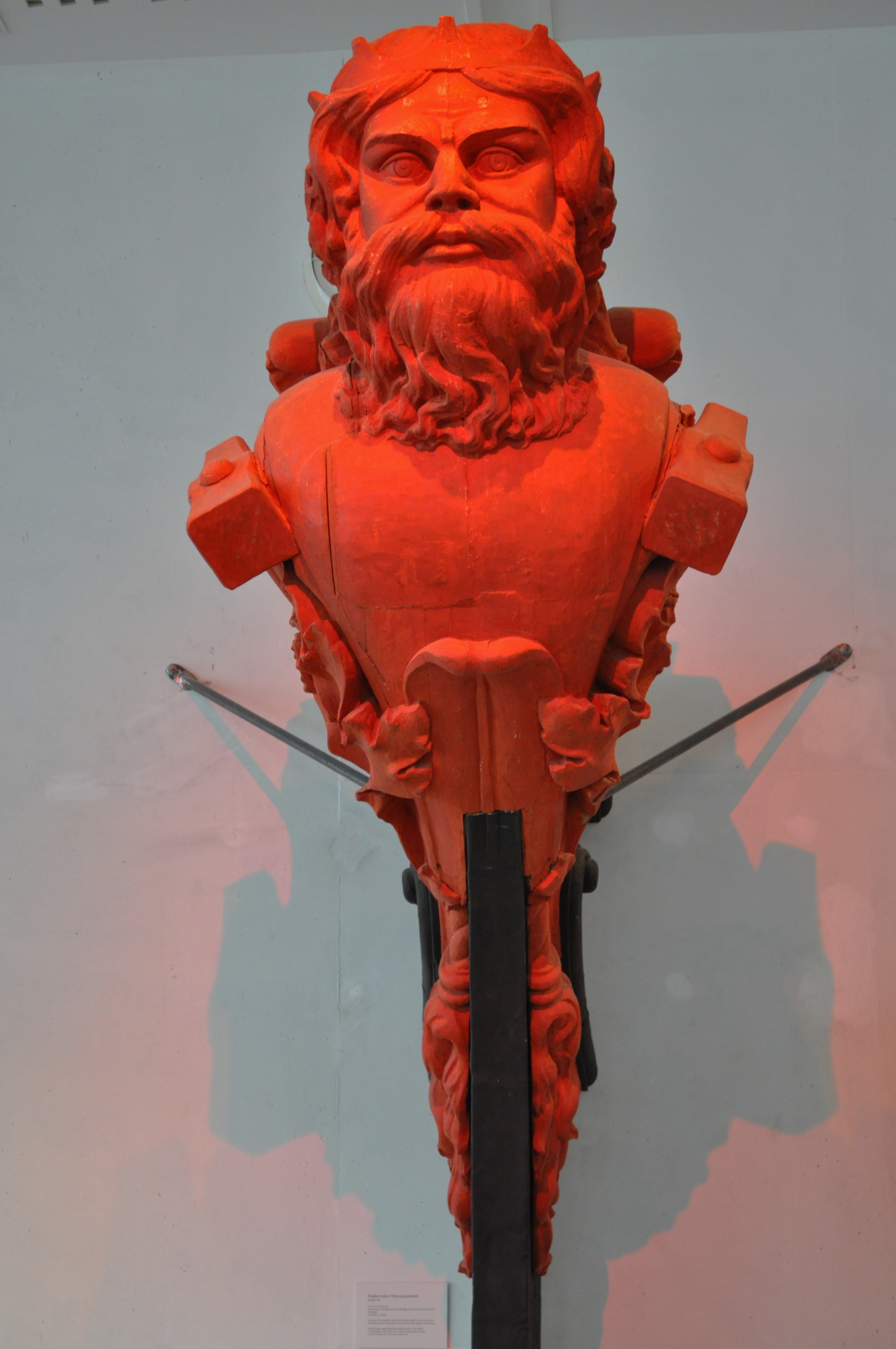
Fartygets gallionsfigur föreställande guden Tor från nordisk mytologi. Gallionsfiguren finns numera att beskåda på Marinmuseum i Karlskrona.
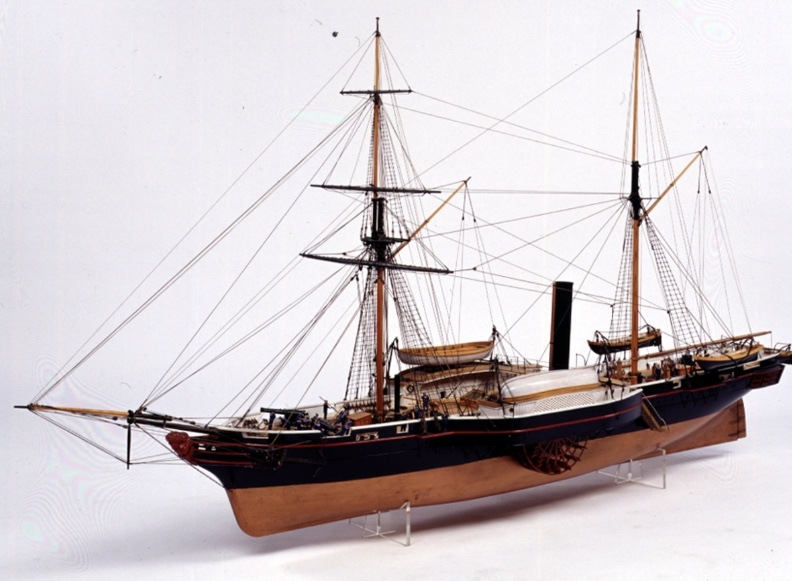
Modell av Thor.